# Ga Geoyeo
Ga Geoyeo là ga tàu điện ngầm trên Tàu điện ngầm vùng thủ đô Seoul tuyến 5.

## Bố trí ga
| Gaerong ↑ |
| \| W/B    |
| ↓ Macheon |

| Hướng Tây  | ●Tuyến 5 | ← Hướng đi Banghwa   |
| Hướng Đông | ●Tuyến 5 | → Hướng đi Macheon → |